# 里菲吉奧縣
里菲吉奧縣（英語：Refugio County）位美國德克薩斯州墨西哥灣沿岸的一個縣。面積2,128平方公里。根据美國2000年人口普查，共有人口7,828人。縣治里菲吉奧（Refugio）。
成立於1836年3月17日，縣政府成立於1837年，是最早的二十三個縣之一。縣名來自一個在1835年因戰爭而被毀的傳教點。